# Alina Ivanovová
Alina Ivanovová, rusky Алина Петровна Иванова (* 16. března 1969 Kildishevo) je bývalá sovětská a později ruská atletka, která se věnovala zejména sportovní chůzi, mistryně světa v chůzi na 10 km z roku 1991.

## Kariéra
Patřila mezi těch málo atletek, které se úspěšně věnovaly chůzi i běhům na dlouhé tratě. V roce 1991 zvítězila na mistrovství světa v chůzi na 10 kilometrů. V následující sezóně se stala halovou mistryní Evropy v chůzi na 3 kilometry. Na přelomu 20. a 21. století zvítězila v několika prestižních mararonech, mj. v Praze v letech 2000 a 2006. V letech 1999 a 2004 byla členkou ruského týmu, který získal bronzové medaile v soutěži družstev na světovém šampionátu v půlmaratonu.